# Erica flanaganii
Erica flanaganii är en ljungväxtart som beskrevs av Bolus. Erica flanaganii ingår i släktet klockljungssläktet, och familjen ljungväxter. Inga underarter finns listade i Catalogue of Life.